# Wilson Greatbatch
Wilson Greatbatch   (Buffalo, 6 de setembre de 1919 - Buffalo, 27 de setembre de 2011) fou un enginyer i inventor que va realitzar avenços en el desenvolupament del primer marcapassos cardíac implantable, encara que sovint és reconegut com l'inventor del marcapassos en general. Era graduat per la Universitat Cornell i la Universitat de Buffalo. Va registrar més de 350 patents i va ser membre de la National Inventors Hall of Fame. També va rebre el Premi Lemelson-MIT el 1996.

## Biografia
Greatbatch va néixer a Buffalo, Nova York i va anar a l'escola pública a l'escola secundària West Seneca. Va entrar al servei militar i va servir durant la Segona Guerra Mundial, convertint-se en cap de ràdio d'aviació abans de rebre una baixa honorable el 1945. Apassionat per l'electricitat i les ràdios, uns anys abans el 1935, havia esdevingut operador de ràdio amb llicència. Va anar a la Universitat Cornell com a part del GI Bill, i es va graduar amb una BEE en enginyeria elèctrica el 1950; va rebre un màster a la Universitat de Buffalo el 1957. A Wilson li encantava jugar amb objectes i això portaria a grans coses.

## El marcapassos Chardack-Greatbatch
Els marcapassos implantables construïts per l'enginyer Wilson Greatbatch es van començar a provar el 7 de maig del 1958, quan Greatbatch havia portat el primer aparell, fet per Texas Instruments, a l'hospital de Ghardack, per provar-lo amb un gos. Fins que es van fer servir en humans, l'abril del 1960, es van fer nombroses proves amb animals. Va ser en aquest moment, amb 41 anys, quan Greatbatch va deixar la seva feina d'enginyer per treballar sol al seu garatge. L'ús de bateries de mercuri com a font d'energia va ser la gran innovació de Greatbatch, qui es va basar en els primers dispositius suecs dissenyats per Rune Elmqvist. El primer pacient a rebre un d'aquests marcapassos amb bateries de mercuri va ser un home de 77 anys que va viure més de 18 mesos.
El marcapassos Chardack-Greatbatch va utilitzar cèl·lules d'òxid mercuri-zinc de Mallory (bateria de mercuri) per a la seva font d'energia, impulsant un circuit oscil·lador de bloqueig acoblat a dos transistors i transformador, tot encapsulat en resina epoxi, després acoblat a elèctrodes col·locats al miocardi del cor del pacient. Aquesta innovació patentada va fer que l'empresa Medtronic de Minneapolis comencés la fabricació i el desenvolupament posterior de marcapassos cardíacs artificials.
Cap a finals de la dècada de 1960, moltes companyies als Estats Units van desenvolupar marcapassos accionats per un generador termoelèctric de radioisòtops, però van ser sobrepassats pel desenvolupament en 1971 de la cel·la de iodur de liti per Wilson Greatbatch. Les cel·les de iodur de liti o ànode de liti es van convertir en l'estàndard per a futurs dissenys de marcapassos.

## La pila de bateria de iodur de liti Greatbatch
L'any 1968, Catalyst Research Corporation de Baltimore, Maryland, va desenvolupar i patentar una cèl·lula de bateria de liti Wilson Greatbatch a l'USPTO (anglès). La cèl·lula utilitzava dos elements als extrems propers de l'escala electroquímica, provocant un alt voltatge de 2,8 V i una densitat d'energia propera al màxim físic. Malauradament, tenia una impedància interna que limitava la seva càrrega actual a menys de 0,1 mA i, per tant, es considerava inútil.
Greatbatch va intentar introduir aquesta invenció a la indústria dels marcapassos, que podria utilitzar fàcilment una bateria d'alta impedància. Els primers treballs es van dur a terme en una zona llogada de l'antiga fàbrica d'orgues Wurlitzer a North Tonawanda, Nova York. S'entén que Ralph Mead va encapçalar el primer desenvolupament electroquímic.
Greatbatch va presentar la cèl·lula WG1 desenvolupada als desenvolupadors de marcapassos el 1971, i va rebre un entusiasme limitat. El 9 de juliol de 1974, Manuel A. Villafaña i Anthony Adducci fundadors de Cardiac Pacemakers Inc. (Guidant) a St. Paul, Minnesota, van fabricar el primer marcapassos del món amb un ànode de liti i una bateria d'estat sòlid d'electròlit de iodur de liti. La cèl·lula de iodur de liti fabricada per Greatbatch és ara la cèl·lula estàndard per a marcapassos, amb la densitat d'energia, baixa autodescàrrega, mida petita i fiabilitat necessària.
A la cèl·lula desenvolupada per a l'aplicació de marcapassos cardíac, l'ànode és de liti i el càtode una composició patentada de iode i poli-2-vinilpiridina, cap dels quals és conductor de l'electricitat. Tanmateix, després del processament barrejant i escalfant a ~ 150 °C durant 72 hores, els components reaccionen entre si per formar un líquid viscós elèctricament conductor que, mentre encara fos, s'aboca a la cel·la on es refreda per formar un sòlid. Quan el líquid entra en contacte amb l'ànode de liti, crea una capa monomolecular de iodur de liti cristal·lí semiconductor. A mesura que la cèl·lula es descarrega per la càrrega actual del marcapassos, la reacció entre l'ànode de liti i el càtode de iode forma una barrera creixent de iodur de liti, això és resistent i fa que la tensió terminal de la cèl·lula disminueixi aproximadament com a funció inversa del volum de la barrera. Els dissenyadors de marcapassos utilitzen aquesta característica per permetre la detecció del final de la vida incipient de la cèl·lula de liti del marcapassos.

## Filantropia
Greatbatch va donar fons a Houghton College de Nova York per crear un programa de postgrau en música. El Houghton College Center for the Arts (CFA) va ser dissenyat amb les seves donacions per incloure una sala de concerts, una galeria d'art, un espai de reunions d'uns quants pisos i diverses sales de pràctiques instrumentals i corals. Posteriorment, va ser batejada pel seu nom com a Greatbatch School of Music. Houghton College va ajudar Greatbatch en la seva recerca, quan no va poder generar suport, proporcionant-li espai de laboratori i assistència en recerca.
El 2009, Wilson i Eleanor Greatbatch van donar aproximadament 10 milions de dòlars per crear un modern pavelló de recepció i interpretació de vidre, anomenat Eleanor and Wilson Greatbatch Pavilion, separat del complex de la casa Darwin D. Martin. Va ser dissenyat per Toshiko Mori, president del departament d'arquitectura de la Graduate School of Design de Harvard.

## Mort
Wilson Greatbatch va morir als 92 anys el 27 de setembre de 2011. Greatbatch va servir com a vell a l'església presbiteriana de Clarence, on també va cantar al cor de l'església i va ensenyar a l'escola dominical.

## Reconeixements
Ha rebut nombrosos reconeixements. Fou incorporat al Saló de la fama dels Intentors el 1986, va rebre la Medalla Naciional de Tecnologia i Innovació dels EUA el 1988, i va rebre el guardó Lemelson MIT Lifetime Achievement el 1996. També fou nomenat doctor honorari per la Universitat de Nova York (SUNY) el 1984 i rebé reconeixements de diverses societats professionals.